# Миколаївська громадська бібліотека
Миколаївська громадська бібліотека (нині Миколаївська обласна універсальна наукова бібліотека) — перша публічна бібліотека у місті Миколаєві. Відкрита зусиллями місцевої інтелігенції у 1881 р. Одна з найстаріших книгозбірень півдня України.

## Історія будівлі
27 грудня 1894 р. бібліотека почала обслуговувати читачів у власному приміщенні по вул. Різдвяній, 6 (нині вул. Лягіна), ріг вул. Спаської. Сьогодні у цьому будинку знаходиться міський Палац культури та урочистих подій, він є пам'яткою архітектури ХІХ століття.
Будівля була побудована за проектом голови міського Архітектурного комітету Є. А. Штукенберга. У фондах Миколаївського обласного краєзнавчого музею до цього часу зберігається оригінал проекту планування громадської бібліотеки.
Миколаївська громадська бібліотека побудована у стилі «стилізаторський модерн», що виник на симбіозі з іншими напрямками в архітектурі. Вікна на першому поверсі мають напівкруглу форму з готичними порталами (що притаманне ранньому Ренесансу), в той час, як на другому поверсі — вікна парні прямокутні з наличником. Арочні портали прикрашають напівколони з грецькими капітелями. Вся будівля оздоблена зубчастим карнизом.
Під час будівництва використовувалися місцеві матеріали: камінь-черепашник з кар'єру з-під Нової Одеси, цегла з Чорноморського суднобудівного заводу, пісок, вапно та цемент. Особливістю архітектури є те, що увесь декор безпосередньо вирізався на камені.
Планування бібліотеки було лаконічним: на першому поверсі розміщувалися читальний зал, книгосховище та підсобні приміщення, на другому — хори, де стояли книжкові шафи. На хори вели чавунні кручені сходи, що збереглися до нашого часу та були перенесені до вестибюля. Хори підтримували 12 чавунних легких ажурних колон (не збереглися).
З часом виникла потреба розширити площу книгозбірні і у 1913—1914 рр. вдалося реалізувати ідею з прибудовою, що була виконана за проектом херсонського архітектора Є. П. Кацмана де Бутмі.

## Сьогодення
З кінця 1960-х рр. у будівлі розміщується міський Палац культури та урочистих подій. Його працівники продовжують традиції своїх попередників-бібліотекарів і організовують культурно-дозвіллєву діяльність для мешканців міста. Окрім проведення урочистих обрядів одруження, реєстрації новонародженої дитини, відзначення ювілейних сімейних дат, вони є організаторами концертів та творчих вечорів, культурно-розважальних заходів та ігрових програм для дорослих і дітей, майстер-класів, виставок, психологічних тренінгів тощо. Діяльність закладу охоплює людей різного віку та соціального статусу. На базі Палацу працюють клубні формування, до яких можуть долучитися всі бажаючі.